# Stanislas Fréron

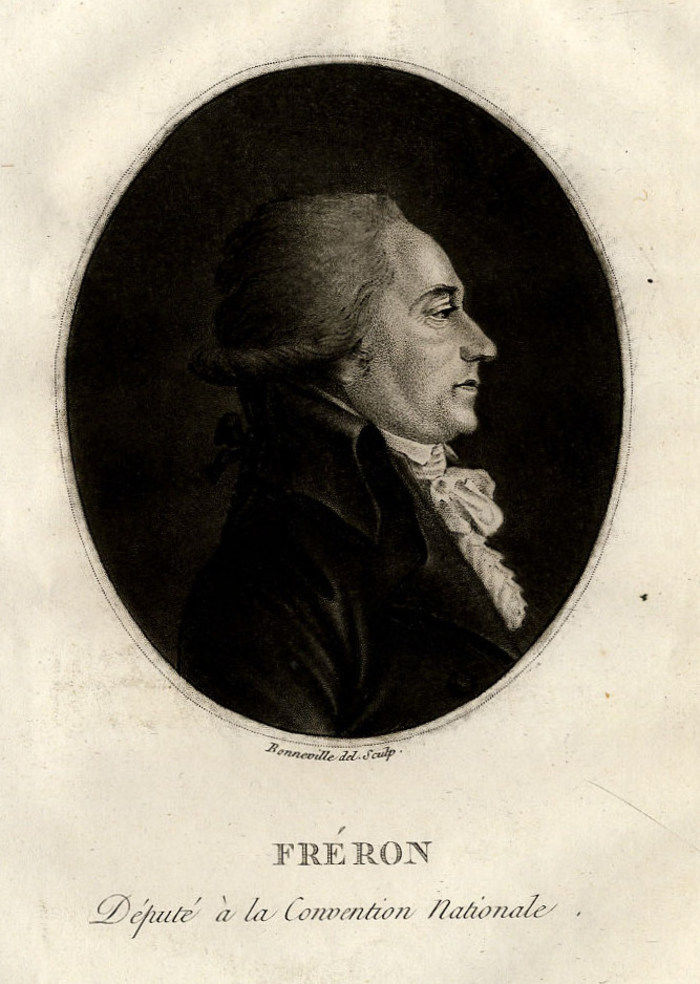
Stanislas Fréron.

Louis-Marie Stanislas Fréron, född 17 augusti 1754, död 15 juli 1802, var en fransk revolutionspolitiker.
Fréron var ursprungligen journalist, och anslöt sig till revolutionen och agiterade i tidningen Orateur du peuple för sina radikala åskådningar. År 1792 blev han medlem av konventet, där han anslöt sig till jakobinerna och var en av deras blodigaste kommissarier i landsorten. Återvänd till Paris, bidrog han 1794 till Robespierres fall. Han utvecklades nu raskt till högerman och var en av ledarna för den visserligen måttfulla reaktion, som efter thermidorkrisen gjorde sig gällande. Han invaldes dock ej i lagstiftande kåren. När hans förlovning med Napoleons syster Pauline Bonaparte bröts, var Frérons roll utspelad. Han avled som kommissarie i Saint-Domingue.